# Hannes Grossmann
Hannes Grossmann (Bayreuth, 8 settembre 1982) è un batterista tedesco.

## Biografia
Hannes Grossmann nasce in una famiglia di musicisti, all'età di 8 anni inizia a prendere lezioni di pianoforte.
Due anni più tardi sceglie di passare alla batteria diventata brevemente il suo strumento principale e la sua passione.
Prende lezioni dal leggendario ed estremamente talentuoso insegnante canadese Donnie Mackay, il quale insegna lui diversi generi come ad esempio rock, funky, fusion e latin jazz, generi che Hannes abbinerà per creare sfumature particolari al suo stile estremo.
Grazie al suo talento ed alla sua ambizione riceve il suo primo incarico professionale nel 2003 a soli 20 anni suonando per la leggenda del technical death metal tedesco, i Necrophagist, una band che prima di allora era ancora sconosciuta alla maggioranza del pubblico. Con l'album Epitaph del 2004, acclamato da critica e pubblico, fece crescere la popolarità dei Necrophagist; tra il 2005 ed il 2007 Hannes suona in oltre 200 concerti in tutto il mondo ottenendo consensi e popolarità. In un'intervista avvenuta a seguito dell'uscita di Epitaph Hannes rivelò che fu il leader dei Necrophagist, Muhammed Suiçmez, a scrivere le parti di batteria molto complesse presenti nel disco, Grossmann si limitò a riprodurle esattamente come erano state precedentemente scritte.
Nel 2007 però i fan di Hannes furono sconvolti dalla notizia che il batterista avrebbe lasciato i Necrophagist per entrare in un'altra band sconosciuta, gli Obscura. Insieme al cantante Steffen Kummerer, unico membro originario degli Obscura, Grossmann cercò di formare una nuova formazione.
Alla fine del 2007 arruolarono al basso l'olandese Jeroen Paul Thesseling e all'inizio del 2008 entrò un altro ex-Necrophagist, Christian Muenzner (anche nei Spawn Of Possession e Defeated Sanity) col ruolo di chitarra solista.
Adesso gli Obscura erano in grado ti ottenere una produzione internazionale grazie alla label Relapse Records, e così all'inizio del 2009 uscì il secondo full-length degli Obscura ma il primo con questa formazione, Cosmogenesis.
Nel settembre del 2010 Hannes entra a far parte anche della band Blotted Science insieme a Ron Jarzombek e Alex Webster, il loro prossimo EP uscirà nel 2011.
Attualmente Hannes Grossmann sta registrando il suo secondo lavoro con gli Obscura che dovrebbe uscire nel corso del 2011, il nome dell'album sarà Omnivium.

## Endorsement
Hannes Grossmann utilizza solo ed esclusivamente tamburi Tama e piatti Meinl.

## Discografia
- Necrophagist - Epitaph (2004)
- Shapeshift - Freak-EP (2009)
- Obscura - Cosmogenesis (2009)
- Obscura - Omnivium (2011)
- Obscura - Illegimitation (2012)
- Christian Muenzner - Timewarp (2011)
- Terrestrial Exiled – Duodecimal Leverotation (2011)
- Blotted Science - The Animation of Entomology (2011)
- Hannes Grossmann - The Radial Covenant (2014)
- Christian Muenzner - Beyond The Wall Of Sleep (2014)
- Asurim - Deus-Ex Novus (2014)
- Alkaloid - The Malkuth Grimoire (2015)
- Terminus Est - Harbinger-Single (2015)
- Gladius Sky - Ex Metallo (2015)
- A Loathing Requiem - Constellation of Flies (2015)